# Eleições legislativas portuguesas de 1979 no distrito da Guarda
| Eleições legislativas portuguesas de 1979 Distritos: Aveiro \| Beja \| Braga \| Bragança \| Castelo Branco \| Coimbra \| Évora \| Faro \| Guarda \| Leiria \| Lisboa \| Portalegre \| Porto \| Santarém \| Setúbal \| Viana do Castelo \| Vila Real \| Viseu \| Açores \| Madeira \| Estrangeiro |

## Resultados por Concelho
Os resultados nos concelhos do Distrito da Guarda foram os seguintes:

### Aguiar da Beira
| Partido                 | Partido                 | Votos | %               | +/-   |
| ----------------------- | ----------------------- | ----- | --------------- | ----- |
|                         | Aliança Democrática     | 4 042 | 87,49 / 100,00  | 6,60  |
|                         | Partido Socialista      | 374   | 8,10 / 100,00   | 1,59  |
|                         | Aliança Povo Unido      | 47    | 1,02 / 100,00   | 0,62  |
|                         | Outros                  | 107   | 2,31 / 100,00   |       |
| Votos Inválidos         | Votos Inválidos         | 50    | 1,09 / 100,00   | 1,45  |
| Total                   | Total                   | 4 620 | 100,00 / 100,00 |       |
| Eleitorado/Participação | Eleitorado/Participação | 5 041 | 91,65 / 100,00  | 11,31 |

### Almeida
| Partido                 | Partido                      | Votos | %               | +/-  |
| ----------------------- | ---------------------------- | ----- | --------------- | ---- |
|                         | Aliança Democrática          | 5 382 | 77,13 / 100,00  | 9,09 |
|                         | Partido Socialista           | 988   | 14,16 / 100,00  | 4,52 |
|                         | Aliança Povo Unido           | 208   | 2,98 / 100,00   | 1,56 |
|                         | Partido da Democracia Cristã | 98    | 1,40 / 100,00   | 0,24 |
|                         | Outros                       | 148   | 2,12 / 100,00   |      |
| Votos Inválidos         | Votos Inválidos              | 154   | 2,20 / 100,00   | 4,04 |
| Total                   | Total                        | 6 978 | 100,00 / 100,00 |      |
| Eleitorado/Participação | Eleitorado/Participação      | 7 780 | 89,69 / 100,00  | 3,80 |

### Celorico da Beira
| Partido                 | Partido                      | Votos | %               | +/-  |
| ----------------------- | ---------------------------- | ----- | --------------- | ---- |
|                         | Aliança Democrática          | 4 177 | 65,39 / 100,00  | 4,63 |
|                         | Partido Socialista           | 1 377 | 21,56 / 100,00  | 0,78 |
|                         | Aliança Povo Unido           | 275   | 4,30 / 100,00   | 2,24 |
|                         | Partido da Democracia Cristã | 78    | 1,22 / 100,00   | 0,34 |
|                         | Outros                       | 187   | 2,92 / 100,00   |      |
| Votos Inválidos         | Votos Inválidos              | 294   | 4,60 / 100,00   | 5,90 |
| Total                   | Total                        | 6 388 | 100,00 / 100,00 |      |
| Eleitorado/Participação | Eleitorado/Participação      | 7 514 | 85,01 / 100,00  | 6,68 |

### Figueira de Castelo Rodrigo
| Partido                 | Partido                           | Votos | %               | +/-  |
| ----------------------- | --------------------------------- | ----- | --------------- | ---- |
|                         | Aliança Democrática               | 3 897 | 62,48 / 100,00  | 8,22 |
|                         | Partido Socialista                | 1 549 | 24,84 / 100,00  | 3,37 |
|                         | Aliança Povo Unido                | 256   | 4,10 / 100,00   | 1,67 |
|                         | Partido Socialista Revolucionário | 96    | 1,54 / 100,00   | 1,05 |
|                         | Partido da Democracia Cristã      | 78    | 1,25 / 100,00   | 0,84 |
|                         | Outros                            | 151   | 2,42 / 100,00   |      |
| Votos Inválidos         | Votos Inválidos                   | 210   | 3,37 / 100,00   | 3,58 |
| Total                   | Total                             | 6 237 | 100,00 / 100,00 |      |
| Eleitorado/Participação | Eleitorado/Participação           | 7 177 | 86,90 / 100,00  | 6,21 |

### Fornos de Algodres
| Partido                 | Partido                           | Votos | %               | +/-  |
| ----------------------- | --------------------------------- | ----- | --------------- | ---- |
|                         | Aliança Democrática               | 2 783 | 64,78 / 100,00  | 3,81 |
|                         | Partido Socialista                | 1 044 | 24,30 / 100,00  | 1,50 |
|                         | Aliança Povo Unido                | 130   | 3,03 / 100,00   | 1,17 |
|                         | Partido Socialista Revolucionário | 48    | 1,12 / 100,00   | 0,71 |
|                         | Partido da Democracia Cristã      | 43    | 1,00 / 100,00   | 0,58 |
|                         | Outros                            | 85    | 1,97 / 100,00   |      |
| Votos Inválidos         | Votos Inválidos                   | 163   | 3,80 / 100,00   | 2,29 |
| Total                   | Total                             | 4 296 | 100,00 / 100,00 |      |
| Eleitorado/Participação | Eleitorado/Participação           | 4 892 | 87,82 / 100,00  | 8,55 |

### Gouveia
| Partido                 | Partido                   | Votos  | %               | +/-  |
| ----------------------- | ------------------------- | ------ | --------------- | ---- |
|                         | Aliança Democrática       | 6 048  | 46,84 / 100,00  | 0,60 |
|                         | Partido Socialista        | 4 455  | 34,50 / 100,00  | 0,91 |
|                         | Aliança Povo Unido        | 1 149  | 8,90 / 100,00   | 3,62 |
|                         | União Democrática Popular | 228    | 1,77 / 100,00   | 0,33 |
|                         | Outros                    | 404    | 3,14 / 100,00   |      |
| Votos Inválidos         | Votos Inválidos           | 628    | 4,87 / 100,00   | 2,60 |
| Total                   | Total                     | 12 912 | 100,00 / 100,00 |      |
| Eleitorado/Participação | Eleitorado/Participação   | 14 797 | 87,26 / 100,00  | 4,71 |

### Guarda
| Partido                 | Partido                      | Votos  | %               | +/-  |
| ----------------------- | ---------------------------- | ------ | --------------- | ---- |
|                         | Aliança Democrática          | 12 982 | 49,51 / 100,00  | 2,25 |
|                         | Partido Socialista           | 9 632  | 36,73 / 100,00  | 6,41 |
|                         | Aliança Povo Unido           | 1 439  | 5,49 / 100,00   | 1,94 |
|                         | Partido da Democracia Cristã | 294    | 1,12 / 100,00   | 0,11 |
|                         | Outros                       | 851    | 3,24 / 100,00   |      |
| Votos Inválidos         | Votos Inválidos              | 1 023  | 3,90 / 100,00   | 3,38 |
| Total                   | Total                        | 26 221 | 100,00 / 100,00 |      |
| Eleitorado/Participação | Eleitorado/Participação      | 29 215 | 89,75 / 100,00  | 4,92 |

### Manteigas
| Partido                 | Partido                           | Votos | %               | +/-   |
| ----------------------- | --------------------------------- | ----- | --------------- | ----- |
|                         | Aliança Democrática               | 1 214 | 42,08 / 100,00  | 5,06  |
|                         | Partido Socialista                | 892   | 30,92 / 100,00  | 4,34  |
|                         | Aliança Povo Unido                | 499   | 17,30 / 100,00  | 12,80 |
|                         | União Democrática Popular         | 40    | 1,39 / 100,00   | 0,65  |
|                         | Partido Socialista Revolucionário | 29    | 1,01 / 100,00   | 0,57  |
|                         | Outros                            | 59    | 2,04 / 100,00   |       |
| Votos Inválidos         | Votos Inválidos                   | 152   | 5,27 / 100,00   | 2,66  |
| Total                   | Total                             | 2 885 | 100,00 / 100,00 |       |
| Eleitorado/Participação | Eleitorado/Participação           | 3 280 | 87,96 / 100,00  | 2,49  |

### Mêda
| Partido                 | Partido                           | Votos | %               | +/-  |
| ----------------------- | --------------------------------- | ----- | --------------- | ---- |
|                         | Aliança Democrática               | 4 167 | 74,66 / 100,00  | 4,83 |
|                         | Partido Socialista                | 845   | 15,14 / 100,00  | 1,97 |
|                         | Aliança Povo Unido                | 201   | 3,60 / 100,00   | 1,59 |
|                         | Partido Socialista Revolucionário | 63    | 1,13 / 100,00   | 0,71 |
|                         | Outros                            | 121   | 2,17 / 100,00   |      |
| Votos Inválidos         | Votos Inválidos                   | 184   | 3,29 / 100,00   | 1,83 |
| Total                   | Total                             | 5 581 | 100,00 / 100,00 |      |
| Eleitorado/Participação | Eleitorado/Participação           | 6 288 | 88,76 / 100,00  | 8,51 |

### Pinhel
| Partido                 | Partido                           | Votos  | %               | +/-  |
| ----------------------- | --------------------------------- | ------ | --------------- | ---- |
|                         | Aliança Democrática               | 6 308  | 69,26 / 100,00  | 3,40 |
|                         | Partido Socialista                | 1 612  | 17,70 / 100,00  | 1,18 |
|                         | Aliança Povo Unido                | 481    | 5,28 / 100,00   | 2,62 |
|                         | Partido da Democracia Cristã      | 127    | 1,39 / 100,00   | 0,12 |
|                         | Partido Socialista Revolucionário | 92     | 1,01 / 100,00   | 0,67 |
|                         | Outros                            | 165    | 1,81 / 100,00   |      |
| Votos Inválidos         | Votos Inválidos                   | 323    | 3,54 / 100,00   | 3,88 |
| Total                   | Total                             | 9 108  | 100,00 / 100,00 |      |
| Eleitorado/Participação | Eleitorado/Participação           | 10 572 | 86,15 / 100,00  | 8,04 |

### Sabugal
| Partido                 | Partido                           | Votos  | %               | +/-  |
| ----------------------- | --------------------------------- | ------ | --------------- | ---- |
|                         | Aliança Democrática               | 9 511  | 70,59 / 100,00  | 4,44 |
|                         | Partido Socialista                | 2 309  | 17,14 / 100,00  | 0,29 |
|                         | Aliança Povo Unido                | 327    | 2,43 / 100,00   | 1,13 |
|                         | Partido da Democracia Cristã      | 232    | 1,72 / 100,00   | 0,30 |
|                         | Partido Socialista Revolucionário | 158    | 1,17 / 100,00   | 0,79 |
|                         | Outros                            | 272    | 2,02 / 100,00   |      |
| Votos Inválidos         | Votos Inválidos                   | 665    | 4,93 / 100,00   | 3,28 |
| Total                   | Total                             | 13 474 | 100,00 / 100,00 |      |
| Eleitorado/Participação | Eleitorado/Participação           | 15 407 | 87,45 / 100,00  | 3,14 |

### Seia
| Partido                 | Partido                      | Votos  | %               | +/-  |
| ----------------------- | ---------------------------- | ------ | --------------- | ---- |
|                         | Aliança Democrática          | 9 792  | 49,75 / 100,00  | 5,75 |
|                         | Partido Socialista           | 7 012  | 35,63 / 100,00  | 5,03 |
|                         | Aliança Povo Unido           | 1 391  | 7,07 / 100,00   | 4,05 |
|                         | Partido da Democracia Cristã | 217    | 1,10 / 100,00   | 0,09 |
|                         | Outros                       | 563    | 2,86 / 100,00   |      |
| Votos Inválidos         | Votos Inválidos              | 706    | 3,59 / 100,00   | 2,57 |
| Total                   | Total                        | 19 681 | 100,00 / 100,00 |      |
| Eleitorado/Participação | Eleitorado/Participação      | 22 161 | 88,81 / 100,00  | 5,63 |

### Trancoso
| Partido                 | Partido                           | Votos | %               | +/-  |
| ----------------------- | --------------------------------- | ----- | --------------- | ---- |
|                         | Aliança Democrática               | 5 694 | 68,53 / 100,00  | 5,74 |
|                         | Partido Socialista                | 1 546 | 18,61 / 100,00  | 0,55 |
|                         | Aliança Povo Unido                | 316   | 3,80 / 100,00   | 1,01 |
|                         | Partido da Democracia Cristã      | 145   | 1,75 / 100,00   | 0,22 |
|                         | Partido Socialista Revolucionário | 98    | 1,18 / 100,00   | 0,77 |
|                         | Outros                            | 152   | 1,83 / 100,00   |      |
| Votos Inválidos         | Votos Inválidos                   | 358   | 4,31 / 100,00   | 4,26 |
| Total                   | Total                             | 8 309 | 100,00 / 100,00 |      |
| Eleitorado/Participação | Eleitorado/Participação           | 9 634 | 86,25 / 100,00  | 6,67 |

### Vila Nova de Foz Côa
| Partido                 | Partido                           | Votos | %               | +/-  |
| ----------------------- | --------------------------------- | ----- | --------------- | ---- |
|                         | Aliança Democrática               | 4 754 | 66,45 / 100,00  | 4,45 |
|                         | Partido Socialista                | 1 366 | 19,09 / 100,00  | 0,12 |
|                         | Aliança Povo Unido                | 460   | 6,43 / 100,00   | 2,28 |
|                         | Partido Socialista Revolucionário | 75    | 1,05 / 100,00   | 0,56 |
|                         | Outros                            | 215   | 3,00 / 100,00   |      |
| Votos Inválidos         | Votos Inválidos                   | 284   | 3,97 / 100,00   | 4,67 |
| Total                   | Total                             | 7 154 | 100,00 / 100,00 |      |
| Eleitorado/Participação | Eleitorado/Participação           | 8 370 | 85,47 / 100,00  | 5,90 |